# 경숙옹주 태실 및 비
경숙옹주 태실 및 비(敬淑翁主 胎室 및 碑)는 울산광역시 울주군 범서읍 사연리에 있는 조선시대 경숙옹주의 태실 및 비이다. 2004년 12월 16일 울산광역시의 유형문화재 제12호로 지정되었다.

## 개요
태실(胎室)은 왕이나 왕실 자손의 태를 모시는 작은 돌방이다. 예로부터 왕실에서는 왕실의 번영과 왕실자손들의 무병장수(無病長壽)를 기원하는 뜻에서 전국에 이름난 산을 찾아 태실을 만들고 태를 묻었다고 한다. 이러한 산을 태봉산(胎封山)이라 하며, 태비(胎碑)는 태실이 있다는 것을 알리기 위해 태실 앞에 세운 비석이다.
태실과 태비는 울산지역에 하나밖에 없는 것으로, 태비 앞면에 ‘王女合歡阿只氏胎室(왕녀합환아기씨태실)’이라고 기록되어 있으며, 뒷면에는 ‘成化二十一年八月初六日立(성화이십일년팔월초육일입)’이라고 기록되어 있다. 기록으로 보아 1485년(성종 16)에 세워졌음을 알 수 있고, 또한 태실의 주인공이 경숙옹주(敬淑翁主)라는 것을 알 수 있다.
1970년대 초 태실이 도굴되었으나, 다행히 국립중앙박물관에서 태실 유물인 태항아리 2점과 태지(胎誌) 1점을 찾아 소장하고 있다.

## 같이 보기
- 경숙옹주

## 참고 자료
- 경숙옹주 태실 및 비 - 국가유산청 국가유산포털